# Simon Diédhiou
Simon Diédhiou, nome completo Aristide Simon Pierre Diédhiou (Dakar, 10 luglio 1991), è un calciatore senegalese, attaccante dell'Al-Faisaly.

## Carriera

### Club
Proveniente dal Diambars, è passato ai norvegesi dell'Haugesund in vista dell'Eliteserien 2015. Ha esordito nella massima divisione locale in data 6 aprile 2015, subentrando a Christian Gytkjær nel pareggio per 1-1 sul campo dello Stabæk: nello stesso incontro, ha trovato la prima rete per la nuova squadra. Ha chiuso la stagione con 31 presenze e 10 reti, tra campionato e coppa nazionale.
Il 4 gennaio 2016 è stato ingaggiato dai belgi del Gent. Il 17 gennaio ha debuttato nella Pro League, sostituendo Moses Simon nel successo interno per 2-0 sull'Anderlecht. Ha chiuso l'annata con 5 presenze, tra tutte le competizioni.
Il 28 giugno 2016 è passato al R.E. Mouscron, con la formula del prestito per una stagione. Il 30 luglio successivo ha disputato la prima partita in squadra, nella sconfitta casalinga per 1-2 contro l'Anderlecht. Il 1º ottobre successivo sono arrivate le prime marcatura nella massima divisione belga, con una tripletta nella vittoria esterna per 1-4 contro l'Eupen.
Il 24 agosto 2017, Diédhiou è passato all'OH Lovanio a titolo definitivo, legandosi con un contratto biennale con opzione per un'ulteriore stagione.

## Statistiche

### Presenze e reti nei club
Statistiche aggiornate al 1º ottobre 2020.
| Stagione          | Club              | Campionato        | Campionato | Campionato | Coppe nazionali | Coppe nazionali | Coppe nazionali | Coppe continentali | Coppe continentali | Coppe continentali | Supercoppe | Supercoppe | Supercoppe | Totale | Totale |
| Stagione          | Club              | Comp              | Pres       | Reti       | Comp            | Pres            | Reti            | Comp               | Pres               | Reti               | Comp       | Pres       | Reti       | Pres   | Reti   |
| ----------------- | ----------------- | ----------------- | ---------- | ---------- | --------------- | --------------- | --------------- | ------------------ | ------------------ | ------------------ | ---------- | ---------- | ---------- | ------ | ------ |
| 2015              | Haugesund         | ES                | 29         | 9          | CN              | 2               | 1               | -                  | -                  | -                  | -          | -          | -          | 31     | 10     |
| gen.-giu. 2016    | Gent              | D1                | 4          | 0          | CB              | 1               | 0               | UEL                | -                  | -                  | -          | -          | -          | 5      | 0      |
| 2016-2017         | Mouscron Peruwelz | D1                | 35         | 6          | CB              | 2               | 0               | -                  | -                  | -                  | -          | -          | -          | 41     | 6      |
| 2017-2018         | OH Lovanio        | D2                | 19         | 1          | CB              | 1               | 0               | -                  | -                  | -                  | -          | -          | -          | 20     | 1      |
| 2018-2019         | OH Lovanio        | D2                | 0          | 0          | CB              | 0               | 0               | -                  | -                  | -                  | -          | -          | -          | 0      | 0      |
| Totale OH Lovanio | Totale OH Lovanio | Totale OH Lovanio | 19         | 1          |                 | 1               | 0               |                    | -                  | -                  |            | -          | -          | 20     | 1      |
| Totale            | Totale            | Totale            | 87+        | 16+        |                 | 6+              | 1+              |                    | -                  | -                  |            | -          | -          | 93+    | 17+    |